# École supérieure d'administration de l'Armement
Pour les articles homonymes, voir ESAA.
L'École supérieure d'administration de l'Armement (ESAA) était une école d'officiers de la direction générale de l'Armement.
L'ESAA était implantée dans les locaux de « DGA Formation » (ex-centre d'enseignement et de formation d'Île-de-France de la DGA, CEFIF) à Villebon-sur-Yvette (Essonne). Elle formait les officiers du corps technique et administratif de l'Armement (OCTAA), ainsi que les volontaires de haut niveau (VHN).
L'ESAA a remis son fanion au directeur des ressources humaines de la DGA le 16 septembre 2010, événement qui marque la fermeture de cette école, alors que le corps des OCTAA est placé en extinction.